# 이갑제
이갑제(里甲制)는 명나라의 행정 제도로, 조세 징수 및 부역 동원을 효율적으로 수행하기 위해 시행되었다. 유복한 호(戶) 1과 10호를 묶어 갑(甲)이라 부르고, 10갑이 모이면 이(里)라고 하는 방식으로 조직되었으며, 이는 황책(黃冊)과 어린도책(魚鱗圖冊)이라는 호적 자료를 바탕으로 편성되었다. 14세기 중엽, 원말 명초의 혼란 속에서 중국은 호적 체계가 무너진 상태였으며, 이에 따라 1368년 명나라의 홍무제(주원장, 朱元璋)는 전국적인 토지조사와 인구조사를 진행한 후 이갑제를 도입하였다. 이 제도는 단순한 행정 단위를 넘어 징세 및 부역의 의무를 부여하는 역할을 담당하였다.
이갑제는 자연촌락을 단위로 조직된 것이 아니라 인위적으로 편제된 것이었다. 각 지역에서 110호를 묶어 하나의 리를 형성하였으며, 이에는 10명의 이장호(里長戶)와 100명의 갑수호(甲首戶)가 포함되었다. 이 중 매년 한 명의 이장호와 그에 속한 10명의 갑수호가 부역을 담당하였으며, 10년 주기로 순환하는 방식으로 운영되었다.이를 통해 국가의 부역 및 세금 부과를 체계적으로 관리할 수 있었으며, 백성들의 도망과 탈세를 방지하는 기능도 수행하였다.
그러나 명 중엽이 되면서 사회의 유동성이 증가하고 인구의 이동이 잦아지자, 이갑제는 점차 흔들리게 되었다. 명나라 후기에 이르러 부역과 세금 부담을 피하기 위한 호적 조작 및 허위 신고가 빈번해지면서, 이 제도는 점차 기능을 상실하였다. 명 말기에는 이러한 문제로 인해 제도가 제대로 운영되지 못하였으며, 16세기에 이르러 내각수보(內閣首輔) 장거정(張居正)은 일조편법(一條鞭法)을 도입하여 이갑제를 대체하였다. 일조편법은 기존의 부역과 세금 부담을 은(銀)으로 일괄 납부하는 방식으로 전환하여 조세 행정을 간소화하고 보다 유연한 세제 운영을 가능하게 하였다.
이갑제의 영향은 이후에도 일부 지역에서 지속되었으며, 일본은 이를 참고하여 보정제도(保正制度)를 시행하였고, 대만에서도 이를 도입하여 운영하였다. 현대 대만에서는 ‘리(里)’가 여전히 가장 작은 행정구역 단위로 남아 있지만, 조세 및 부역과 관련된 기능은 상실하고 위생 및 치안 유지 등의 일부 행정 기능만 유지하고 있다.

## 같이 보기
- 홍무제
- 위소제
- 오가작통법
- 면리제

1. ↑  李新峰. 論明初里甲的輪役方式 (PDF). 明代研究. 2010年6月, (第十四期) （中文（臺灣））